# Кровь и нефть
«Кровь и нефть» (англ. Blood and Oil) — американский телевизионный сериал, созданный Джошем Пейтом и Родсом Фишберном, который вышел на ABC в сезоне 2015—2016 годов. Сериал транслируется по воскресеньям в девять вечера после «Однажды в сказке», начиная с 27 сентября 2015 года. В центре сюжета находится геополитический сдвиг и экономический бум после открытия новых месторождений нефти в Северной Дакоте, куда в поисках лучшей жизни приезжает амбициозная пара. Их испытания и невзгоды разворачиваются на фоне современного «Дикого Запада», кишащего преступниками, кидалами и нефтяными баронами, В сериале задействован актёрский ансамбль во главе с Доном Джонсоном в роли жесткого альфа-самца и нефтяного барона.
Несмотря на массивную рекламную кампанию, умеренно позитивные отзывы от критиков и сравнения с «Далласом», «Кровь и нефть» не смог привлечь широкую аудиторию и дебютировал с мрачным демографическим рейтингом 1,4 в категории 18-49. После трансляции четырёх эпизодов ABC объявил о сокращении количества заказанных эпизодов с тринадцати до десяти, тем самым де-факто закрывая проект. Сюжетные линии, однако, были все завершены в финальном эпизоде, что не характерно для быстро закрываемых сериалов.

## Производство

### Разработка
Проект был разработан в середине 2000-х под руководством продюсера Тони Кранца, но лежал на полке, прежде чем был куплен ABC Studios в сентябре 2011 года. ABC в итоге не стали снимать пилот по сценарию для сезона 2012-13 годов. В октябре 2012 года проект переместился на USA Network и в дальнейшем разрабатывался под руководством ABC Signature, меньшей студии, которая производит недорогие проекты для кабельного телевидения. В январе 2015 года, когда на широковещательном телевидении вновь появился интерес к большим мыльным операм благодаря успеху «Империя» на Fox, проект вернулся к ABC, когда канал наконец дал зелёный свет на съемки пилотного эпизода.
Съёмки пилотного эпизода проходили в марте 2015 года в Солт-Лейк-Сити, штат Юта, а его режиссёром выступил Джонас Пейт. 7 мая 2015 года канал утвердил пилот и заказал съемки первого сезона. 1 июня было объявлено, что создатель и исполнительный продюсер сериала TNT «Даллас» Синтия Сидре присоединилась к проекту в качестве сошоураннера. 5 августа 2015 года было объявлено, что Сидре более не будет занимать пост сошоураннера, но останется исполнительным продюсером. На этот шаг пошёл сам ABC, после того, как под руководством Сидре был снят второй эпизод, который столкнулся с проблемами производства из-за его большого размаха. Позже было объявлено, что Джон Хэрмон Фельдман, работавший над недолго просуществовавшей прайм-тайм мыльной оперой ABC «Грязные мокрые деньги», занял пост шоураннера, сменив Сидре начиная с третьего эпизода.

### Кастинг
Кастинг на регулярные роли начался в феврале 2015 года. 10 февраля было объявлено, что Скотт Майкл Фостер стал первым актёром, утверждённым в проект, играя роль богатого сына центрального персонажа. 27 февраля Ребекка Риттенхаус получила роль жены протагониста, а Индия де Бефорт — ростовщика города. 9 марта было объявлено, что Дон Джонсон подписался играть ведущую роль основного антагониста и нефтяного магната. Он также является одним из исполнительных продюсеров шоу. Следом Делрой Линдо присоединился к пилоту в роли хитрого шерифа города. 11 марта Чейс Кроуфорд получил роль основного протагониста. Одновременно Кэйтлин Карвер и Яни Геллман получили роли младшей дочери и личного водителя с секретом персонажа Джонсона, соответственно. 12 марта Эмбер Валлетта присоединилась к проекту в финальной регулярной роли, играя гламурную и молодую новую жену персонажа Джонсона.
После майских апфронтов ABC решил произвести небольшие изменения в актерском составе и заменить Кэйтлин Карвер и Яни Геллмана, сыгравших Лейси Бриггс и Эй Джея Менендеса. 6 июля было объявлено, что Адан Канто сменил Геллмана в роли Эй Джея Менендеса. 20 июля Аврора Перрино получила роль Лейси Бриггс, тогда как персонаж был переписан в сценарии на незаконнорожденную дочь Хэпа от связи с афро-американской женщиной. Две недели спустя, однако, она была заменена на Миранду Рэй Мейо, так как ABC решил, что персонаж должен быть старше.
В дополнение к основному составу, несколько актёров получили периодические роли. Яани Кинг и Кестон Джон были взяты на роли афро-американской пары бизнесменов. 21 августа 2015 года было объявлено, что Уилсон Бетел будет играть роль их партнера по бизнесу. 7 октября 2015 года было объявлено, что Лолита Давидович будет играть бывшую жену Хэпа, по характеру схожую с Алексис Колби.

## Актёры и персонажи

### Основной состав
- Дон Джонсон в роли Хэпа Бриггса
- Эмбер Валлетта в роли Карлы Бриггс
- Чейс Кроуфорд в роли Билли Лефевра
- Ребекка Риттенхаус в роли Коди Лефевр
- Скотт Майкл Фостер в роли Вика Бриггса
- Индия де Бефорт в роли Джулс Джекман
- Миранда Рэй Мейо в роли Лейси Бриггс
- Адан Канто в роли Эй Джея Менендеса
- Делрой Линдо в роли шерифа Типа Хэмилтона

### Второстепенный состав
- Лолита Давидович в роли Энни Бриггс
- Яани Кинг в роли Ады Эз
- Кестон Джон в роли Кесса Эза
- Уилсон Бетел в роли Финна
- Барри Корбин в роли Клифтона Ландигрина
- Спенсер Гарретт в роли Майрона Стиппла
- Пол Рэй в роли Гарри Лафрамбойза

## Эпизоды
| № в сериале | Название                | Режиссёр        | Сценарист                        | Дата показа в США | Зрители США (миллионы) |
| --- | ----------------------- | --------------- | -------------------------------- | ----------------- | ---------------------- |
| 1 | «Pilot»                 | Джонас Пейт     | Джош Пейт и Родс Фишберн         | 27 сентября 2015  | 6,36                   |
| Билли и Коди Лефиверы приезжают в Рок Спрингс, Северная Дакота, где в самом разгаре нефтяной бум. В мечтах об успехе, они сталкиваются с трудностями на фоне беременности Коди. Тем временем Карла Бриггс узнает из своих источников, что одно из месторождений Баккен на самом деле не пустое, а содержит нетронутую нефть. Коди тем временем случайно слышит разговор, что муж Карлы, Хэп, хочет купить ранчо, под которым находится месторождение. Билли тем временем находит деньги, чтобы купить ранчо до людей Хэпа, так как его владелец ненавидит Бриггса. Дело Билли и Коди в итоге приносит им успех и миллион долларов от сделки с Хэпом. Тем временем испорченный сын Хэпа, Вик, пытаясь украсть цистерну с нефтью, попадается Хэпу и Билли, что приводит к нефтяному пожару. |                         |                 |                                  |                   |                        |
| 2 | «The Ripple Effect»     | Джонас Пейт     | Джош Пейт                        | 4 октября 2015    | 5,27                   |
| Дочь Хэпа, Лейси, приезжает в город к отцу из-за пожара. Коди покупает дом без ведома Билли, когда у него была возможность вложить деньги в бизнес Хэпа. Вик представляет Джулс семье, хотя позже выясняется, что она была любовницей Хэпа. |                         |                 |                                  |                   |                        |
| 3 | «Hustle and Flow»       | Род Холкомб     | Мэтт Пайкен                      | 11 октября 2015   | 3,91                   |
| 4 | «The Birthday Party»    | Микаэль Саломон | Роберт Ровнер и Синтия Сидре     | 18 октября 2015   | 3,50                   |
| 5 | «Rocks and Hard Places» | Майкл Нанкин    | Джон Хэрмон Фельдман             | 25 октября 2015   | 3,77                   |
| 6 | «Convergence»           | Крис Грисмер    | Джон Хэрмон Фельдман             | 1 ноября 2015     | 3,25                   |
| 7 | «Fight or Flight»       | Чери Ноулан     | Роберт Ровнер и Дана Ледо Миллер | 8 ноября 2015     | 3,40                   |
| 8 | «Rats, Bugs and Moles»  | Брайан Келли    | Роберт Ровнер Мэтт Пакен         | 29 ноября 2015    | 3,20                   |
| 9 | «The Art of the Deal»   | Тим Хантер      | Родес Фишберн                    | 6 декабря 2015    | 3,23                   |
| 10 | «Departures»            | Эндрю Бернштейн | Джон Хармон Фельдман             | 13 декабря 2015   | 3,13                   |